# Arul Pinang
Arul Pinang is een bestuurslaag in het regentschap Aceh Timur van de provincie Atjeh, Indonesië. Arul Pinang telt 3155 inwoners (volkstelling 2010).